# Pathmos
Pathmos is een woonwijk in het stadsdeel West van de Nederlandse stad Enschede.

## Geschiedenis
In opdracht van Vereeniging de Volkswoning werd de wijk tussen 1914 en 1928 gebouwd. Het ontwerp kwam van de architect W.K. de Wijs. Wegens de sterk groeiende textielindustrie was er grote behoefte aan nieuwe, betaalbare arbeiderswoningen. Textielbaron Jan Herman van Heek had in 1913 in de buurt van zijn buitenhuis aan de Haaksbergerstraat al een groot terrein gekocht waar de huizen zouden worden gebouwd voor zijn arbeiders. De Nationale Woningwet vereiste voor de huizen een bepaalde kwaliteit. De arbeiderswijk werd gebouwd naar analogie met een Engels tuindorp. Om het dorpsgevoel te verkrijgen werden pleintjes gebouwd met bochtige straatjes, huizen van baksteen met rode zadeldaken, geveltjes en ornamenten, op verschillende plekken in de wijk arcadebogen tussen de huizen en er was relatief veel groen. Er kwam een centraal plein (het Spinnerplein) met school, speelplaats, winkeltjes en een gemeenschappelijk badhuis (omdat de huizen geen sanitaire voorzieningen hadden). Ook werd een vijver aangelegd waaromheen wat later het Thomas Ainsworthpark is aangelegd. De straten in de wijk werden vernoemd naar beroepen, stoffen en belangrijke personen uit de textielindustrie.
In 1927 werden er in Pathmos 226 woningen bijgebouwd die tezamen in de volksmond later de Drentse buurt gingen heten. Deze huizen werden met name gebouwd voor de toestroom van arme arbeiders uit de Drentse veenkoloniën. Ze werden graag naar Enschede gehaald omdat ze het daar beter konden krijgen en er een enorme behoefte was aan textielarbeiders.
De oorsprong van de naam van de wijk komt vanuit de textielbaron Van Heek zelf. Zijn villa op een landgoed aan de Haaksbergerstraat noemde hij af en toe liefkozend "mijn Patmos", naar de naam van het Griekse eiland. De oorsprong van de h in de naam van de wijk zou relateren aan de h in "Van Heek" en er door Van Heek zelf tussen zijn geplaatst. Duidelijkheid hierover is er echter niet.
In de jaren '50 van de 20e eeuw vond een renovatie van delen van de wijk plaats. Er kwamen voor het eerst sanitaire voorzieningen. Van kolenhokken werden bijvoorbeeld douches gemaakt. Na de teloorgang van de textielindustrie in de jaren '70 van de 20e eeuw ging het bergafwaarts met de wijk. Pathmos kampte met verpaupering, hoge werkloosheid en allerlei sociale problematiek. Ondanks alle sociale problemen was er een hoge mate van saamhorigheid, men kende iedereen en hielp elkaar. Aan het begin van de 21e eeuw werd een nieuwe, grootscheepse renovatie in gang gezet waarbij werden delen van de wijk gesloopt werden, zoals de "Drentse buurt". De winkeltjes rond het Spinnerplein verdwenen. De oude, krappe huizen voldeden al lang niet meer aan de eisen van de moderne tijd. Er werden nieuwe huizen (in harmonie met de oude stijl) gebouwd en enkele appartementcomplexen. De huren stegen en veel van de oorspronkelijke bewoners konden (of wilden) niet meer terugkeren. Er kwamen steeds meer mensen van buiten de wijk in Pathmos wonen. Anno 2019 is Pathmos een flink opgeknapte en gerevitaliseerde wijk, die echter nog altijd tot de armere van Enschede behoort met een relatief hoge mate van werkloosheid.

### Wateroverlast
Twee regenbuien in juli 2024 leidden in de relatief laaggelegen wijk tot overstromende riolen en water dat in de muren en vloeren van woningen trok. Door de eerste bui, op 12 juli, raakte de bodem verzadigd, waardoor het water van de tweede bui negen dagen later niet verwerkt kon worden. Tientallen woningen werden onbewoonbaar verklaard. Een rapport van onderzoeksbureau Arcadis dat in april 2025 verscheen maakte duidelijk dat geen enkele preventiemaatregel afdoende zou zijn om herhaling van de overstromingen te voorkomen. De verwachting is dat dergelijke stortbuien door klimaatverandering vaker zullen voorkomen. Wat er met de betreffende woningen gaat gebeuren is vooralsnog onduidelijk.

## Afbeeldingen

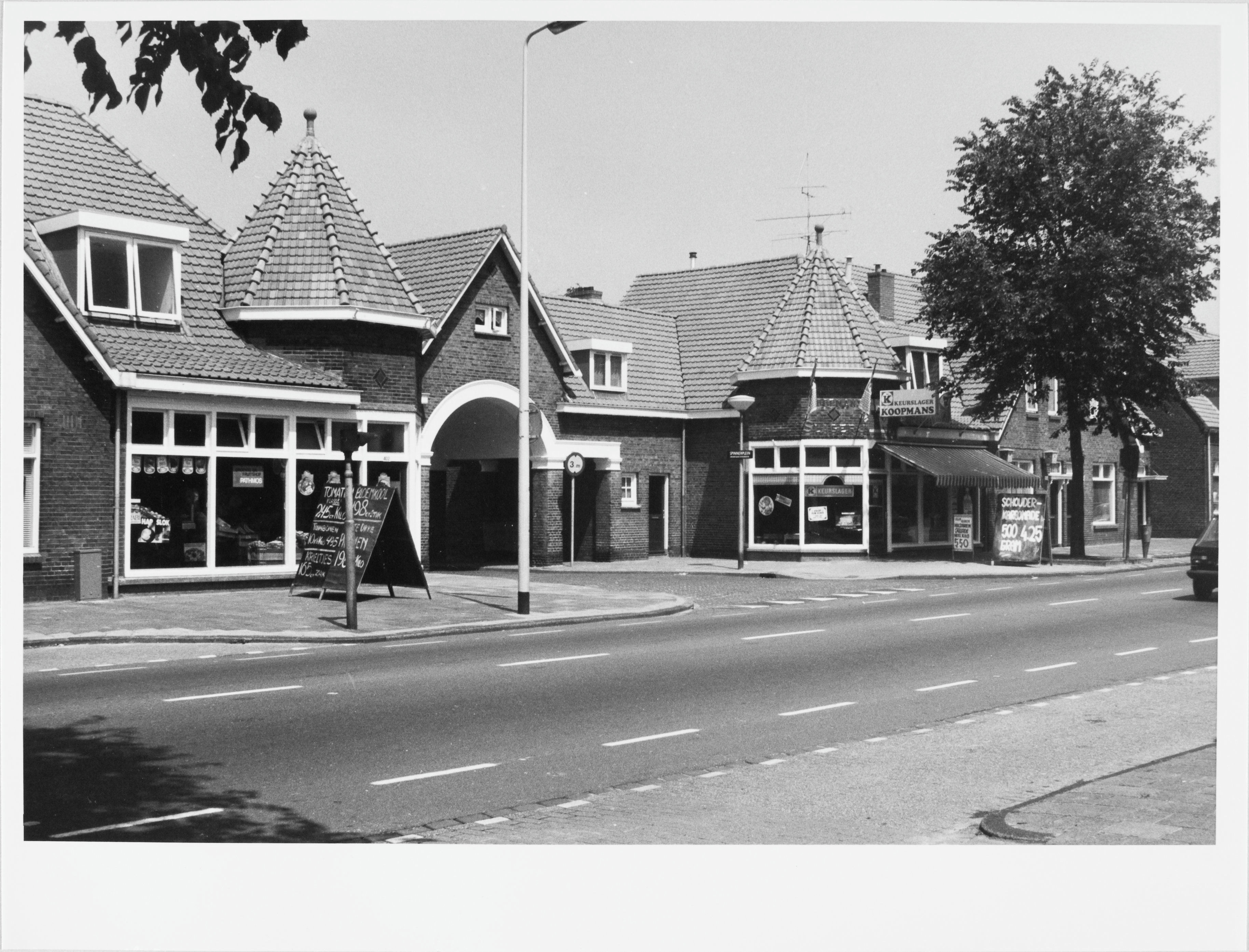
Ingang Pathmos aan de Haaksbergerstraat
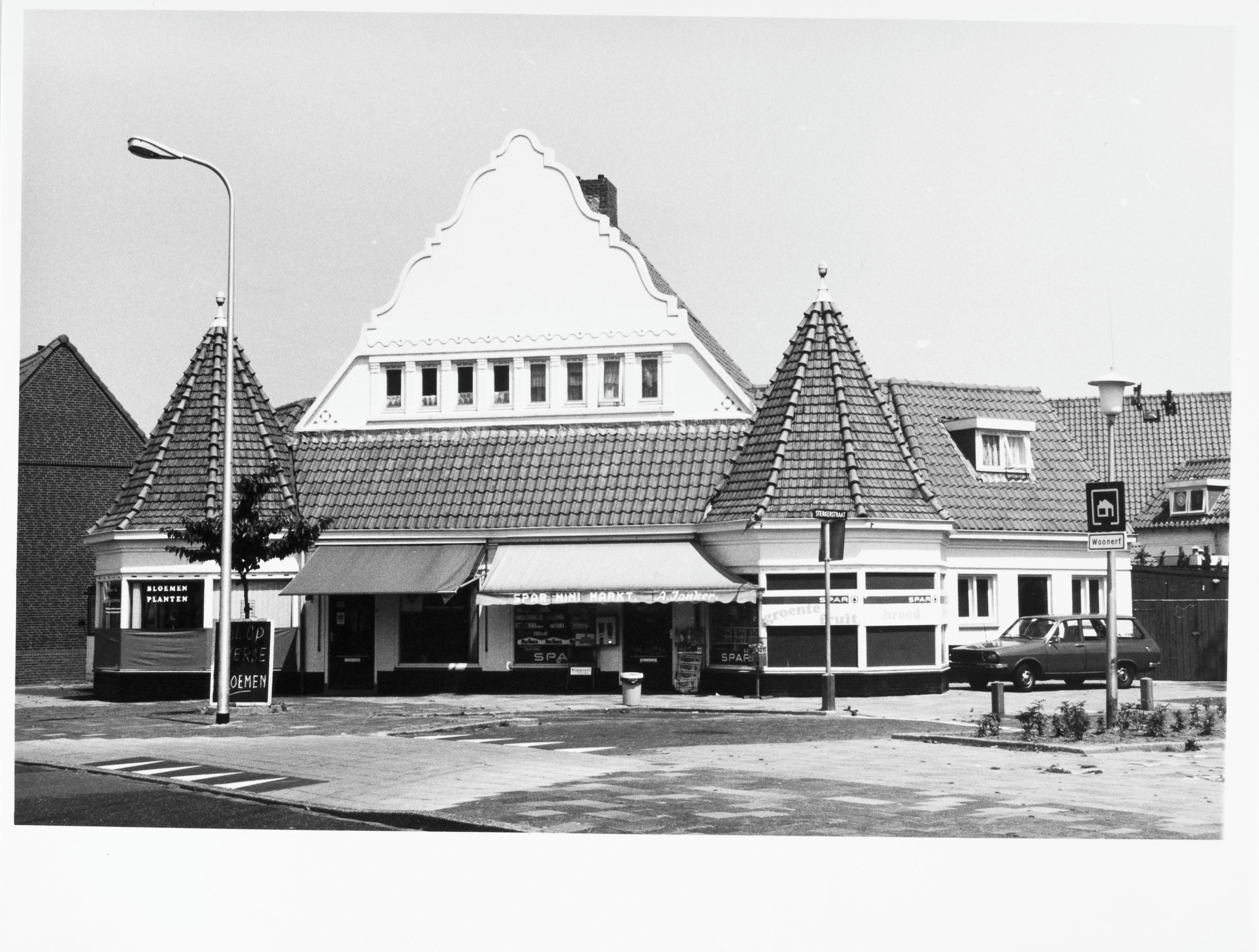
Gevels op een hoek aan de Sterkerstraat
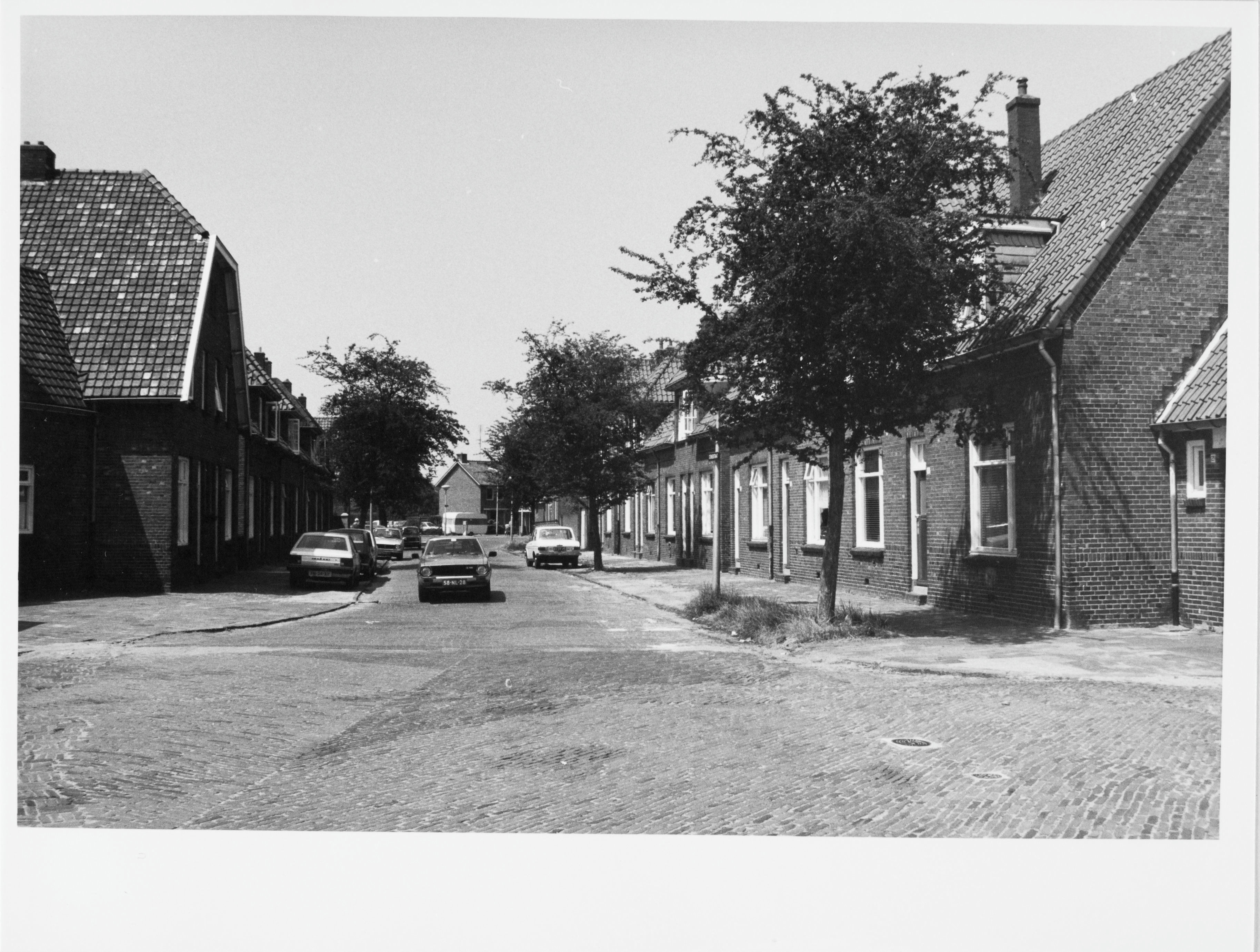
Sterkerstraat, richting Usselerplein